# Jiří Šíma (geodet)
Jiří Šíma (* 22. dubna 1936 Rychnov nad Kněžnou) je český geodet.

## Život
Po absolvování gymnázia vystudoval Zeměměřickou fakultu Českého vysokého učení technického v Praze, kterou ukončil roku 1958 s vyznamenáním. O deset let později zde obhájil disertační práci. Svoji kariéru začal v Geodetickém a topografickém ústavu a posléze ve Výzkumném ústavu geodetickém, topografickém a kartografickém, kde se soustředil především na fotogrammetrii. Roku 1983 byl zbaven možnosti dále se aktivně podílet na výzkumu a do roku 1989 pracoval jako řadový geodet.
Po sametové revoluci se vrátil do původního postavení a postupně se zařadil mezi přední pracovníky v rezortu zeměměřictví. Dne 1. ledna 1991 byl jmenován ředitelem Zeměměřického ústavu a 1. listopadu 1993 předsedou Českého úřadu zeměměřického a katastrálního. Zde působil až do svého odchodu do důchodu v září 2001.
Odchodem do penze neukončil svoji vědeckou činnost a začal vyučovat geodetické předměty na Fakultě aplikovaných věd Západočeské univerzity v Plzni. Zde se roku 2004 habilitoval a je pedagogicky aktivní dodnes.

## Odborná profesní činnost
Byl nebo stále je členem řady odborných organizací a spolků, zasloužil se o vznik několika odborných slovníků a technických norem. Je autorem několika desítek odborných článků a publikací a členem řady zkušebních komisí na českých vysokých školách.

## Záliby
Mimo geodézii svůj čas věnuje vystupování v amatérském sboru a orchestru.